# Bogmærke
 For alternative betydninger, se Bogmærke (flertydig). (Se også artikler, som begynder med Bogmærke)
Et bogmærke er noget, der markerer en side i en tekst, hvad enten den er trykt eller digital (webside).

## Opbygning
Er teksten trykt, vil bogmærket typisk stikke ud, så det er let at få øje på. Bogmærker kan være lavet af forskellige former for papir, men kan også være lavet af andre materialer såsom læder. Mange er bare flade lapper, mens andre er bøjede for at sidde bedre fast og for yderligere at mindske risikoen for at et bogmærke falder ud, kan der påsættes magneter på hver ende, der, ved at gensidig tiltrækning, holder fast i siden.
Er bogmærket elektronisk, består det typisk blot af et ikon, der linker til siden.
| Bog | Spire Denne artikel om bøger og tidsskrifter er en spire som bør udbygges. Du er velkommen til at hjælpe Wikipedia ved at udvide den. |